# 1573.
◄ | 15. stoljeće | 16. stoljeće | 17. stoljeće | ►
◄ | 1540-ih | 1550-ih | 1560-ih | 1570-ih | 1580-ih | 1590-ih | 1600-ih | ►
◄◄ | ◄ | 1570. | 1571. | 1572. | 1573. | 1574. | 1575. | 1576. | ► | ►►
Arhitektura • Astronomija • Glazba • Kazalište • Kiparstvo • Knjige • Književnost • Kršćanstvo • Medicina • Politika • Pravo • Promet • Slikarstvo • Znanost
1573. (Rimski: MDLXXIII), sedamdesetdruga je godina 16. stoljeća.

## Događaji
- Izbila Seljačka buna.

## Rođenja
- 26. travnja – Marija de' Medici, francuska kraljica († 1642.)
- 28. rujna – Caravaggio, talijanski slikar († 1610.)
- Juan de Pablo Bonet, španjolski pedagog i logoped

## Smrti
- 15. veljače – Matija Gubec, vođa seljačke bune
- 15. lipnja – Antun Vrančić, crkveni prelat, diplomat i pisac (* 1504.)

## Vanjske poveznice
|  | Zajednički poslužitelj ima još gradiva o temi 1573. |